# Municipio Roma IX
El Municipio Roma IX es una de los 15 subdivisiones administrativas en las que está dividida la ciudad de Roma. En 2017 su población era de 183 019 habitantes